# 원룸 주택

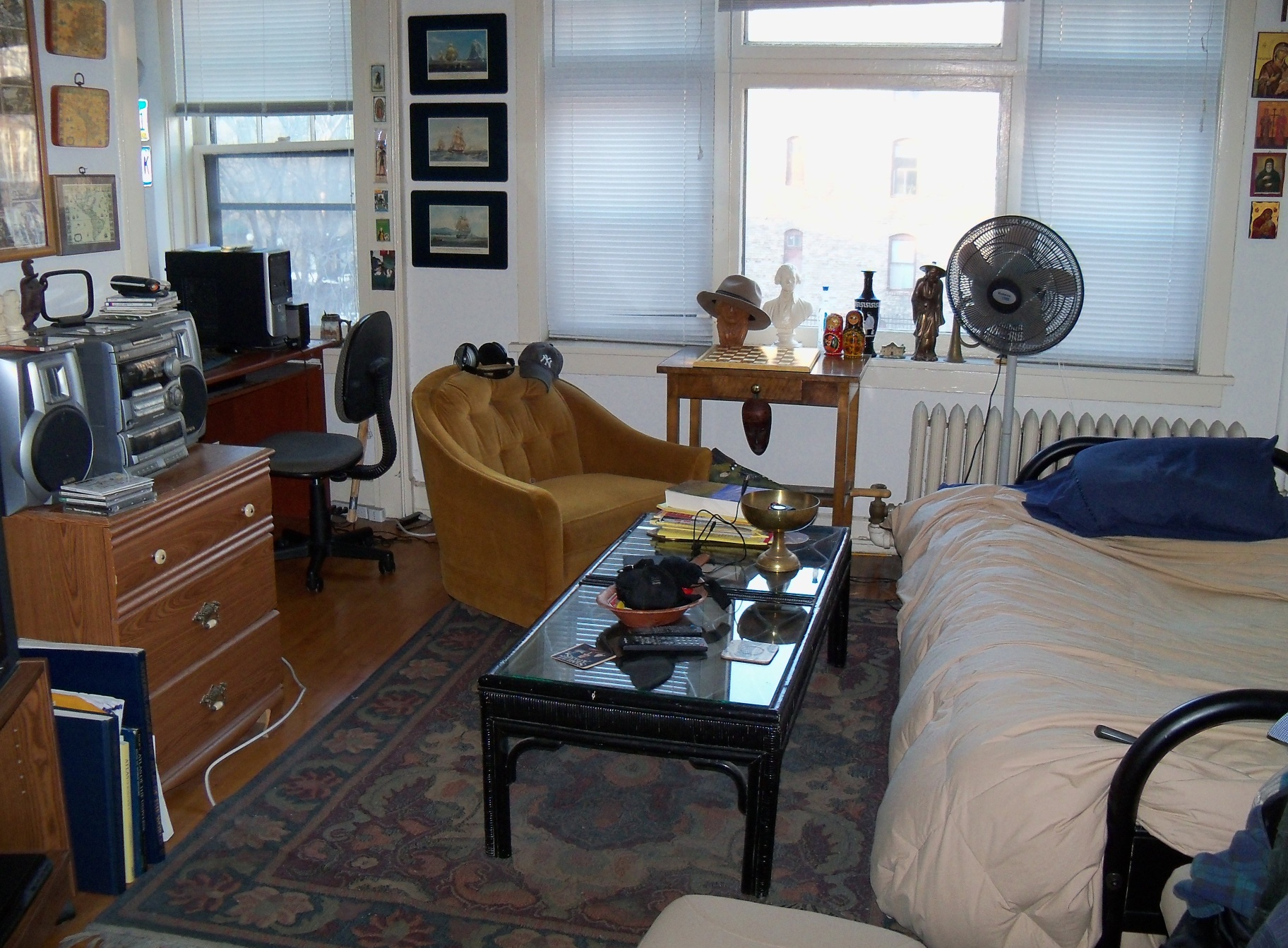
미국 미네소타주 미니애폴리스의 한 원룸 안방. 소파는 오른쪽에 있고 작은 난로는 왼쪽에 있다. 표시되지 않은 것은 작은 주방과 욕실이다.

원룸 주택(one-room house, single pen)은 대한민국에서 방 하나에 생활에 필요한 최소한의 설비를 갖춘 방식의 집을 가리키는 단어이다. 방 하나에 침실, 거실, 부엌 등을 겸하도록 설계한 주거 형태로 현대인의 기호에 맞아 젊은 세대에 많은 수요가 있다. 독신자나 신혼부부가 살기에 알맞다. 크기는 지역마다 상이하나 보통 화장실(분리), 싱크대, 에어컨 등이 기본적으로 설치되어 있으며, 원룸형 주택이 보급되면서 기존 형태의 소규모 주택(방/거실이 분리되어 있는 형태의 다가구 주택)은 투룸, 쓰리룸으로 불리게 되었다.

## 용어
주로 젊은 사람이나 독신자를 대상으로 하는 방 하나짜리 주거형태를 일컫는 일본식 영어인 완루무만숀(일본어: ワンルームマンション, 영어: a one room mansion))에서 유래된 것으로, 북미에서는 스튜디오(영어: studio), 스튜디오 어파트먼트(영어: studio apartment)라고 한다.

## 대한민국 법률상 정의
주택법 시행령 제3조(도시형 생활주택)에 원룸형 주택에 대해 다음과 같이 정의하고 있다.
건축법 시행령 별표 1 제2호 가목부터 다목까지(아파트, 연립주택, 다세대주택)의 어느 하나에 해당하는 주택으로서 다음 각 목의 요건을 모두 갖춘 주택
- 세대별로 독립된 주거가 가능하도록 욕실, 부엌을 설치할 것
- 욕실 및 보일러실을 제외한 부분을 하나의 공간으로 구성할 것. 다만, 주거전용 면적이 30제곱미터 이상인 경우 두 개의 공간으로 구성할 수 있다.
- 세대별 주거전용면적은 14제곱미터 이상 50제곱미터 이하일 것
- 각 세대는 지하층에 설치하지 아니할 것

## 같이 보기
- 오피스텔
- 고시원

## 참고 문헌
- 이 문서에는 다음커뮤니케이션(현 카카오)에서 GFDL 또는 CC-SA 라이선스로 배포한 글로벌 세계대백과사전의 내용을 기초로 작성된 글이 포함되어 있습니다.